# Finale de la Coupe Stanley 1915
Année suivante
La finale de la Coupe Stanley 1915 fait suite aux saisons 1914-1915 de l'Association nationale de hockey et de l'Association de hockey de la Côte du Pacifique (souvent désignées par les sigles ANH et PCHA). La finale est en réalité une série de rencontres entre les champions de l'ANH, le Club de hockey d'Ottawa, et ceux de la PCHA, les Millionnaires de Vancouver. Les Millionnaires remportent la Coupe Stanley en gagnant les trois matchs de la série.

## Contexte
À la fin de la saison 1913-1914 de la PCHA, l'équipe de Victoria, meilleure équipe du circuit de l'Ouest entreprend le voyage jusqu'à Toronto pour jouer contre les champions de l'ANH, les Blueshirts de Toronto mais, ayant oublié de faire une demande officielle aux trustees, les joueurs de Victoria ne peuvent pas officiellement prétendre ramener la Coupe Stanley chez eux en cas de victoire. La série se joue au meilleur des cinq matchs mais les Blueshirts remportent les trois rencontres jouées, 5-2, 6-5 et 2-1 et l'ANH conserve la Coupe pour encore un an.
Quelques jours après la série entre Victoria et Toronto, William Foran, un des deux trustees, écrit au président de l'ANH, Emmett Quinn pour lui annoncer que les trustees sont heureux d'entendre que l'ANH, la PCHA et la ligue Maritime sont d'accord pour faire de la Coupe Stanley le symbole du hockey professionnel. Ils donnent leur accord pour que la Coupe soit remise chaque année à la meilleure équipe des trois ligues, équipe désignée par des séries éliminatoires. Finalement, la ligue Maritime devient l'Eastern Professional Hockey League pour la saison 1914-1915 mais arrête ses activités en cours de saison. 

### Classement de l'ANH
Deux équipes finissent à égalité de points avec quatorze victoires : le Club de hockey d'Ottawa et les Wanderers de Montréal. Le classement à l'issue de la saison régulière est le suivant.
| Clt   | Équipe                        | PJ | V  | D  | N | BP  | BC | Pts |
| ----- | ----------------------------- | -- | -- | -- | - | --- | -- | --- |
| +001, | Club de hockey d'Ottawa       | 20 | 14 | 6  | 0 | 74  | 65 | 28  |
| +001, | Wanderers de Montréal         | 20 | 14 | 6  | 0 | 127 | 82 | 28  |
| +003, | Club de hockey Québec         | 20 | 11 | 9  | 0 | 85  | 85 | 22  |
| +004, | Blueshirts de Toronto         | 20 | 8  | 12 | 0 | 66  | 84 | 16  |
| +005, | Ontarios-Shamrocks de Toronto | 20 | 7  | 13 | 0 | 76  | 96 | 14  |
| +006, | Canadiens de Montréal         | 20 | 6  | 14 | 0 | 65  | 81 | 12  |

- Équipe qualifiée pour la finale de l'ANH

Une série entre les deux équipes est donc organisées ; après deux rencontres, l'équipe d'Ottawa est sacrée championne. 

### Classement de la PCHA
| Clt   | Équipe                     | PJ | V  | D  | N | BP  | BC  | Pts |
| ----- | -------------------------- | -- | -- | -- | - | --- | --- | --- |
| +001, | Millionnaires de Vancouver | 17 | 13 | 4  | 0 | 115 | 71  | 26  |
| +002, | Rosebuds de Portland       | 18 | 9  | 9  | 0 | 91  | 83  | 18  |
| +003, | Aristocrats de Victoria    | 17 | 4  | 13 | 0 | 64  | 116 | 8   |

- Équipe qualifiée pour la finale

## Finale de la Coupe Stanley

### Résultats des matchs
| 22 mars | Vancouver | 6-2 (1-1, 4-1, 1-0) | Ottawa | Denman Arena 700 spectateurs |

| Feuille de match | Feuille de match | Feuille de match                | Feuille de match                             | Feuille de match                    |
| ---------------- | --- | ------------------------------- | -------------------------------------------- | ----------------------------------- |
|                  | Stanley — 10 min 1 s - Patrick — 27 min 40 s Taylor — 33 min 25 s Cook — 33 min 40 s Taylor — 36 min 9 s - MacKay — 56 min 48 s | 1-0 1-1 2-1 3-1 4-1 5-1 5-2 6-2 | - Ross — 18 min 7 s - Darragh — 39 min 9 s - | Arbitrage : Tom Phillips Mickey Ion |
| Lehman           | Gardiens | Benedict                        |                                              | Arbitrage : Tom Phillips Mickey Ion |
|                  | |                                 |                                              | Arbitrage : Tom Phillips Mickey Ion |
|                  | |                                 |                                              | Arbitrage : Tom Phillips Mickey Ion |

| 24 mars | Vancouver | 8-3 (0-2, 5-1, 3-0) | Ottawa | Denman Arena |

| Feuille de match | Feuille de match                | Feuille de match                            | Feuille de match                                  | Feuille de match                    |
| ---------------- | ------------------------------- | ------------------------------------------- | ------------------------------------------------- | ----------------------------------- |
|                  | - MacKay ? - Taylor Patrick ? ? | 0-1 0-2 1-2 2-2 2-3 3-3 4-3 5-3 6-3 7-3 8-3 | Broadbent — 2 min 55 s Broadbent — 18 min - ? - - | Arbitrage : Tom Phillips Mickey Ion |
| Lehman           | Gardiens                        | Benedict                                    |                                                   | Arbitrage : Tom Phillips Mickey Ion |
|                  |                                 |                                             |                                                   | Arbitrage : Tom Phillips Mickey Ion |
|                  |                                 |                                             |                                                   | Arbitrage : Tom Phillips Mickey Ion |

| 26 mars | Vancouver | 12-3 (2-2, 5-0, 5-1) | Ottawa | Denman Arena |

| Feuille de match | Feuille de match | Feuille de match                                               | Feuille de match                                                       | Feuille de match |
| ---------------- | --- | -------------------------------------------------------------- | ---------------------------------------------------------------------- | ---------------- |
|                  | Nighbor — 6 min 20 s MacKay — 9 min 10 s - Taylor — 22 min 55 s Stanley — 24 min 18 s Cook — 35 min 18 s Stanley — 36 min 28 s Stanley — 36 min 53 s - Stanley — 42 min 55 s MacKay — 46 min 55 s Stanley — 49 min 30 s Nighbor — 50 min 45 s Taylor — 57 min | 1-0 2-0 2-1 2-2 3-2 4-2 5-2 6-2 7-2 7-3 8-3 9-3 10-3 11-3 12-3 | - Darragh — 9 min 35 s Gerard — 13 min 35 s - Graham — 41 min 25 s - - |                  |
| Lehman           | Gardiens | Benedict                                                       |                                                                        |                  |
|                  | |                                                                |                                                                        |                  |
|                  | |                                                                |                                                                        |                  |

## Effectif champion
- Gardien de but : Hugh Lehman
- Défenseurs : Lloyd Cook, Silas Griffis (capitaine), Frank Patrick (président, entraîneur et joueur), Jim Seaborn, Ken Mallen.
- Rover : Cyclone Taylor
- Centres : Mickey MacKay et Johnny Matz
- Ailiers : Barney Stanley et Frank Nighbor